# تينلي بارك (إلينوي)
تينلي بارك (بالإنجليزية: Tinley Park)‏ هي قرية تقع في الولايات المتحدة في إلينوي. يقدر عدد سكانها بـ 56,703 نسمة .

## أعلام
- اميل اندريس
- مايلز بويكن